# Masanobu Matsunami
Masanobu Matsunami (松波 正信 Matsunami Masanobu?, nacido el 21 de noviembre de 1974 en Gifu, Gifu) es un exfutbolista y actual entrenador japonés. Jugaba de delantero y su último club fue el Gamba Osaka de Japón. Actualmente dirige a este mismo equipo.

## Trayectoria

### Clubes como futbolista
| Club        | País  | Año       |
| ----------- | ----- | --------- |
| Gamba Osaka | Japón | 1993-2005 |

### Selección nacional como futbolista
| Selección | País  | Año       |
| --------- | ----- | --------- |
| Sub-15    | Japón | 1988-1989 |
| Sub-18    | Japón | 1992      |
| Sub-23    | Japón | 1995-1997 |

### Clubes como entrenador
| Club            | País  | Año           |
| --------------- | ----- | ------------- |
| Gamba Osaka     | Japón | 2012          |
| Gainare Tottori | Japón | 2014-2015     |
| Gamba Osaka     | Japón | 2021-presente |

## Estadísticas

### Como futbolista

#### Clubes
| Rendimiento de club | Rendimiento de club | Rendimiento de club | Liga  | Liga  | Copa               | Copa               | Copa de la Liga | Copa de la Liga | Total | Total |
| Año                 | Club                | Liga                | Part. | Goles | Part.              | Goles              | Part.           | Goles           | Part. | Goles |
| Japón               | Japón               | Japón               | Liga  | Liga  | Copa del Emperador | Copa del Emperador | Copa J. League  | Copa J. League  | Total | Total |
| ------------------- | ------------------- | ------------------- | ----- | ----- | ------------------ | ------------------ | --------------- | --------------- | ----- | ----- |
| 1993                | Gamba Osaka         | J1 League           | 29    | 7     | 1                  | 2                  | 4               | 1               | 34    | 10    |
| 1994                | Gamba Osaka         | J1 League           | 21    | 4     | 4                  | 0                  | 0               | 0               | 25    | 4     |
| 1995                | Gamba Osaka         | J1 League           | 15    | 0     | 0                  | 0                  | -               | -               | 15    | 0     |
| 1996                | Gamba Osaka         | J1 League           | 20    | 5     | 4                  | 2                  | 12              | 3               | 36    | 10    |
| 1997                | Gamba Osaka         | J1 League           | 32    | 13    | 3                  | 0                  | 6               | 1               | 41    | 14    |
| 1998                | Gamba Osaka         | J1 League           | 25    | 1     | 0                  | 0                  | 2               | 0               | 27    | 1     |
| 1999                | Gamba Osaka         | J1 League           | 23    | 5     | 0                  | 0                  | 4               | 0               | 27    | 5     |
| 2000                | Gamba Osaka         | J1 League           | 29    | 4     | 4                  | 0                  | 4               | 2               | 37    | 6     |
| 2001                | Gamba Osaka         | J1 League           | 26    | 1     | 3                  | 1                  | 4               | 4               | 33    | 6     |
| 2002                | Gamba Osaka         | J1 League           | 23    | 5     | 1                  | 0                  | 6               | 0               | 30    | 5     |
| 2003                | Gamba Osaka         | J1 League           | 17    | 0     | 2                  | 1                  | 4               | 1               | 23    | 2     |
| 2004                | Gamba Osaka         | J1 League           | 9     | 0     | 1                  | 1                  | 2               | 0               | 12    | 1     |
| 2005                | Gamba Osaka         | J1 League           | 11    | 0     | 2                  | 1                  | 5               | 2               | 18    | 3     |
| Total               | Total               | Total               | 280   | 45    | 21                 | 8                  | 53              | 14              | 354   | 67    |

## Palmarés

### Títulos nacionales
| Título    | Club        | País  | Año  |
| --------- | ----------- | ----- | ---- |
| J1 League | Gamba Osaka | Japón | 2005 |